# Асоціанізм
Асоціанізм — ідея про те, що психічні процеси діють шляхом асоціації одного психічного стану з наступними станами. Згідно з нею, всі психічні процеси складаються з окремих психологічних елементів та їх комбінацій, які, як вважають, складаються з відчуттів або простих почуттів. У філософії ця ідея розглядається як результат емпіризму та сенсаційності. Ця концепція охоплює психологічну теорію, а також комплексну філософську основу та наукову методологію.

## Історія

### Рання історія
Ця ідея вперше зафіксована у Платона та Аристотеля, особливо щодо послідовності спогадів. Зокрема, ця модель сягає арістотелівського уявлення про те, що людська пам'ять охоплює всі психічні явища. Ця модель детально обговорювалась у праці цього філософа «Пам'ять і спогади». Ця точка зору була широко поширена до появи британського асоціаціонізму, який почався з Томаса Гоббса.

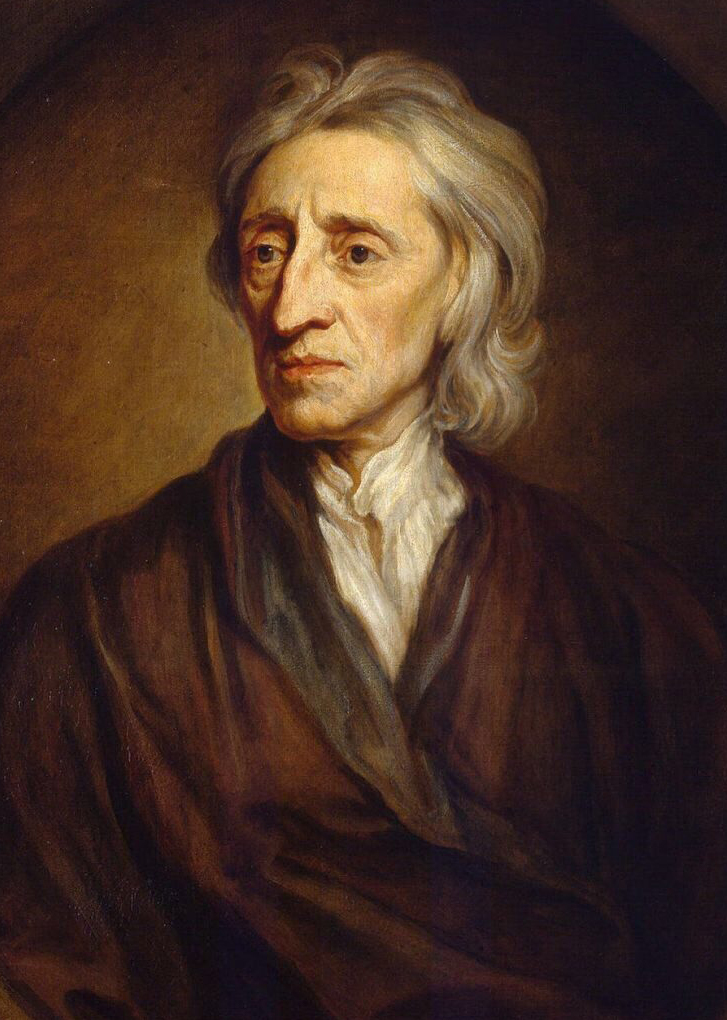
Джон Локк був першим, хто використав фразу асоціація ідей

### Асоціаційна школа
Члени асоціаційної школи, включаючи Джона Лока, Девіда Г'юма, Девіда Гартлі, Джозефа Прістлі, Джеймса Мілля, Джона Стюарта Мілла, Александра Бейна та Івана Павлова, стверджували, що цей принцип застосовується до всіх або більшості психічних процесів.

#### Джон Лок
Фраза «асоціація ідей» була вперше використана Джоном Локом у 1689 році в розділі 33 Есе про людське розуміння під назвою «Про асоціацію ідей». Він описує способи, якими ідеї можуть бути пов'язані одна з одною. Він пише: «Деякі з наших ідей мають природну відповідність і зв'язок одна з одною». Хоча він вважав, що деякі асоціації були природними та виправданими, він вважав, що інші були нелогічними, спричиняючи помилки в судженні. Він також пояснює, що можна об'єднати деякі ідеї разом на основі їхньої освіти та культури, кажучи, що «існує ще один зв'язок ідей, цілком зумовлений випадковістю чи звичаєм». Пізніше термін асоціація став більш помітним у психології, а психологи, які приєдналися до цієї ідеї, стали відомі як асоціаністи. Погляд Локка на те, що розум і тіло є двома аспектами одного єдиного явища, можна простежити до ідей Арістотеля з цього питання.

#### Девід Г'юм
У своїй книзі «Трактат про людську природу» 1740 року Девід Г'юм окреслює три принципи зв'язку ідей: подібність, безперервність у часі чи місці та причина чи наслідок. Він стверджує, що розум використовує ці принципи, а не розум, щоб переходити від ідеї до ідеї. Він пише: «Отже, коли розум переходить від ідеї чи враження одного об'єкта до ідеї чи переконання іншого, це визначається не розумом, а певними принципами, які пов'язують між собою ідеї цих об'єктів і об'єднують їх в уяві». Ці зв'язки формуються у свідомості шляхом спостереження та досвіду. Г'юм не вірить, що жодна з цих асоціацій є «необхідною» в тому сенсі, що ідеї чи об'єкт справді пов'язані між собою, натомість він бачить їх як розумові інструменти, які використовуються для створення корисного розумового представлення світу.

#### Пізніші дослідники
Пізніше члени школи розробили дуже конкретні принципи роботи асоціацій і навіть фізіологічний механізм, не схожий на сучасну нейрофізіологію. Для повнішого пояснення інтелектуальної історії асоціаціонізму та «Асоціаціоністської школи» див. Асоціацію ідей.

## Застосування
Асоціанізм часто стосується розумових процесів середнього та вищого рівнів, таких як навчання. Наприклад, теза, антитеза та синтез пов'язуються у свідомості через повторення так, що вони нерозривно асоціюються одне з одним. Серед найперших експериментів, які перевіряли застосування асоціаціонізму, можна віднести роботу Германа Еббінгауза. Його вважали першим експериментатором, який систематично застосовував принципи асоціації, і використовував себе як суб'єкта для вивчення та кількісного визначення зв'язку між репетицією та запам'ятовуванням матеріалу.
Деякі з ідей асоціаційної школи також передбачали принципи кондиціонування та його використання в поведінковій психології. І класичне зумовлення, і оперантне зумовлення використовують позитивні та негативні асоціації як засоби зумовлення.

## Подальше читання
- Associationism in the Philosophy of Mind. Інтернет-енциклопедія філософії.
- Pre-History of Cognitive Science.
- Howard C. Warren (1921). A History Of The Association Psychology. Charles Scribner's Sons. Процитовано 10 лютого 2010.